# 民族史觀高等學校

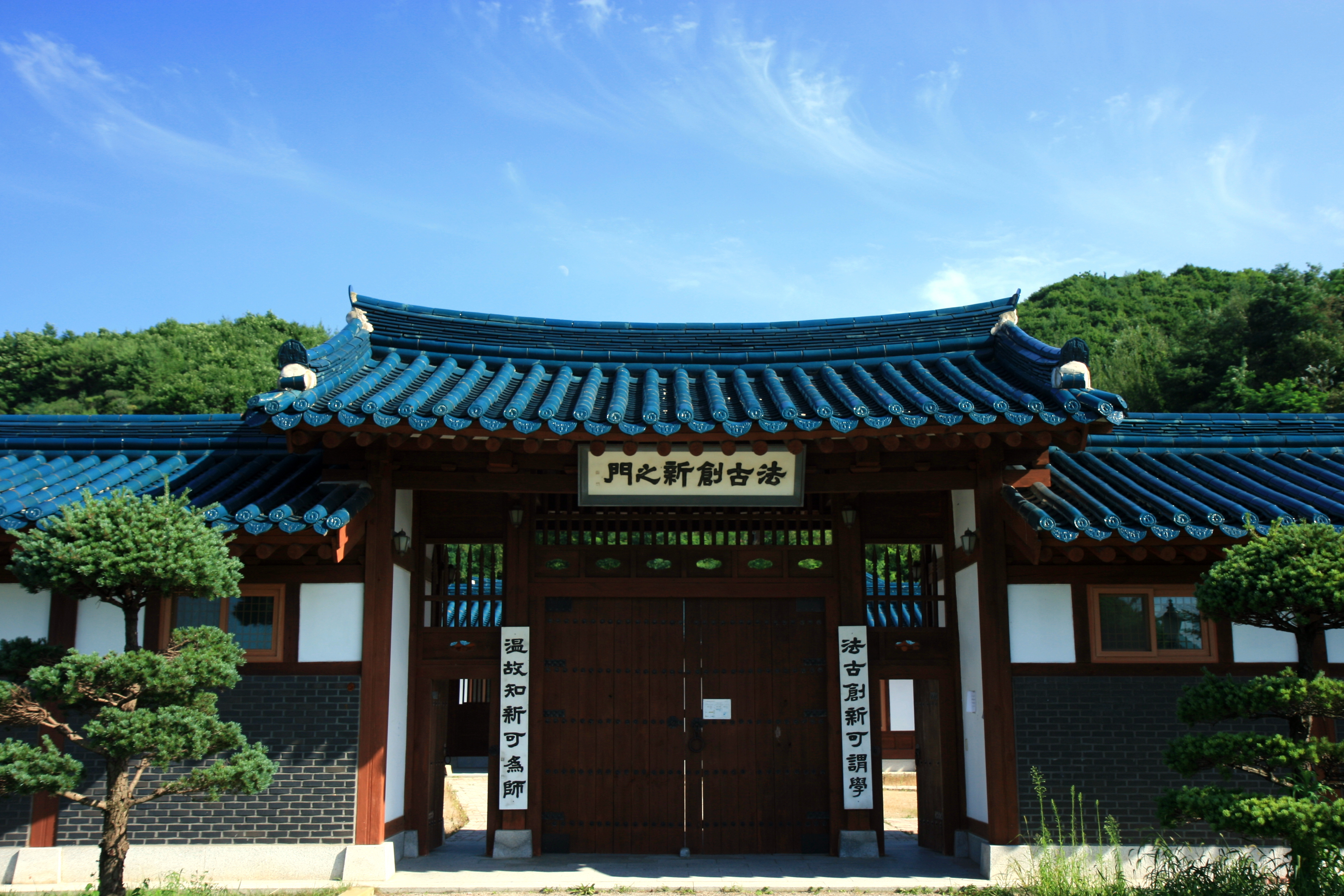
民族教育館正門

民族史觀高等學校（韓語：민족사관고등학교，簡稱KMLA或民史高）是韓國的一所自律型私立男女高中，位於江原道横城郡安興面峰火路800號。這所高中有兩大特色：它是韓國除了大元外國語高中以外另一所會辦“留学美国预备班”的學校，每年都输送大量的学生进入美国常春藤名校学习；該校以傳統韓服作為校服式樣，也是另一特色。它被美國的教育考试服务中心（ETS）評為一流高中，收的都是尖子學生。
學校位於距離首爾以東120公里、600公尺高的山上，佔地1.27平方公里，是韓國國內面積最大（按連續地段計算）的院校。

## 簡介

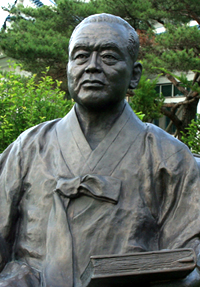
創校人崔明宰

民族史觀高等學校由乳製業公司前會長崔明宰於1996年創立。

## 特色
學校是一所寄宿學校，採用改良韓服作為校服。

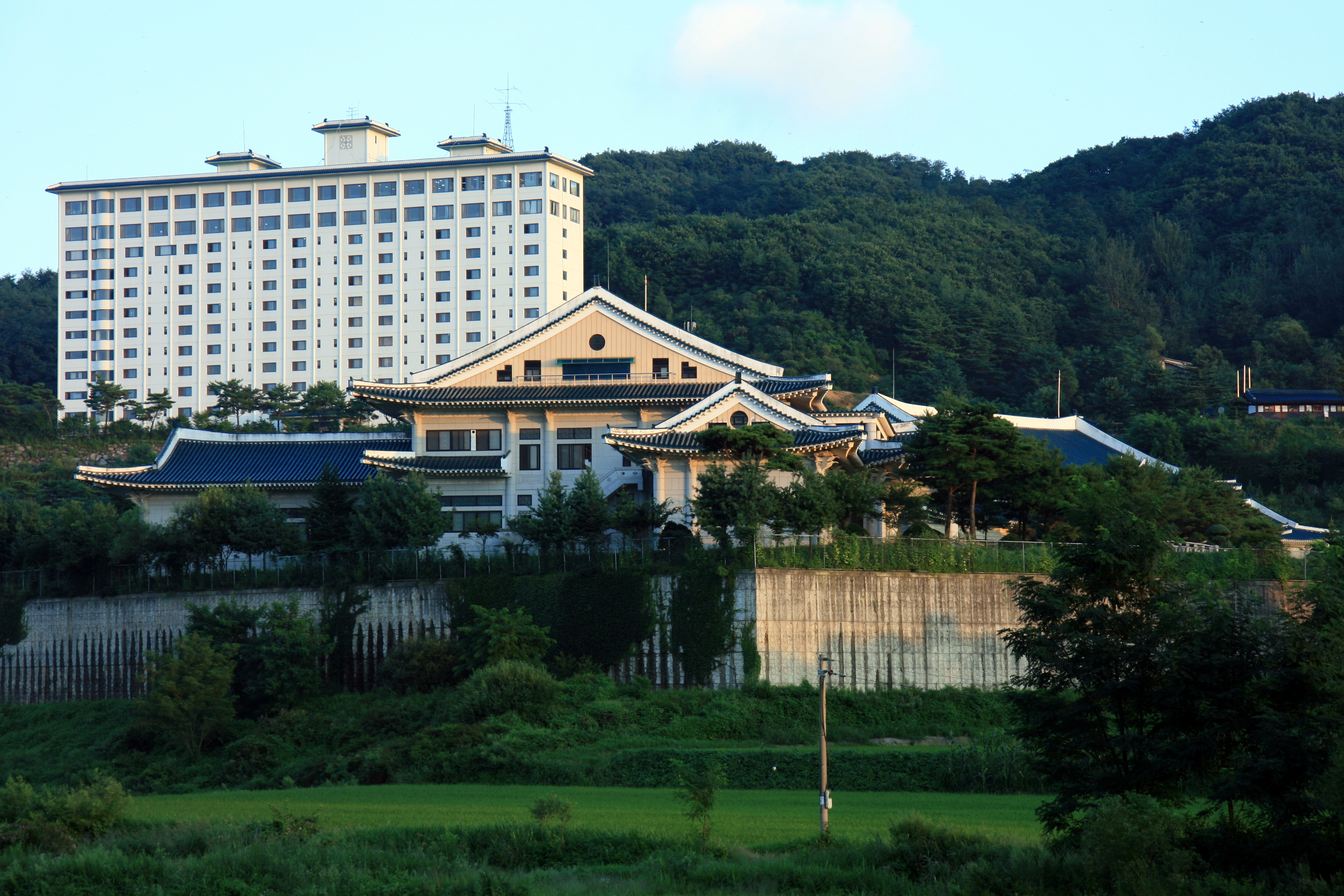
學生會館

除了一般科目以外，學生要畢業的話，還要通過傳統武術、藝術等的考試。不過，學校卻另外有一條「English-only Policy」，在校內所有學生及教師在授課時間，除了教授韓國語文及韓國歷史以外，都只能使用英語。不過，學校在另一方面亦支持教職員進行學術研究，以提升教職員的學術水平地位。

## 著名校友
- 朴元姬[8]

## 外部連結
- 學校官方網址 （页面存档备份，存于）
- KMLA Online：學校校友網網址
- 學校攝影學會網址：Through the Lens
- 韓國《特色制服TOP3》怎麼跟現實中的不太一樣@_@？
- Website for the World History courses in KMLA, maintained by the history teacher, Alexander Ganse. （页面存档备份，存于）
- Website of the KMLA GLPS program in the history of science （页面存档备份，存于）

37°27′36″N 128°08′36″E / 37.46000°N 128.14333°E